# Four Courts Press
Four Courts Press es una editorial académica irlandesa fundada en 1970 por Michael Adams, director general de Irish Academic Press y miembro del Opus Dei. Sus primeras publicaciones fueron principalmente teológicas, en particular la traducción al inglés de la Biblia de Navarra. A partir de 1992, se expandió a publicar trabajos revisados por pares sobre estudios celtas, estudios medievales y de historia eclesiástica. Posteriormente publicó sobre historia moderna, arte, literatura y derecho. Four Courts Press actualmente tiene alrededor de 500 títulos impresos y publica hasta 70 obras nuevas cada año. Es la casa de publicación académica más activa de Irlanda. Michael Adams murió el 13 de febrero de 2009.